# Jahidne (obwód doniecki)
Jahidne (ukr. Ягідне) – osiedle na Ukrainie, w obwodzie donieckim, w rejonie bachmuckim, w hromadzie Bachmut. W 2001 liczyło 318 mieszkańców, spośród których 178 wskazało jako ojczysty język ukraiński, 139 rosyjski, a 1 białoruski.